# Martin Pušić
Martin Pušić (Viena, Austria, 24 de octubre de 1987) es un exfutbolista austríaco que jugaba de delantero.

## Selección nacional
Fue internacional con la selección de fútbol sub-20 de Austria.

## Clubes
| Club                        | País         | Año       |
| --------------------------- | ------------ | --------- |
| First Vienna F. C.          | Austria      | 2005-2007 |
| F. C. Admira Wacker Mödling | Austria      | 2007-2010 |
| S. C. Rheindorf Altach      | Austria      | 2010-2011 |
| Hull City A. F. C.          | Inglaterra   | 2011-2012 |
| Vålerenga                   | Noruega      | 2012      |
| Fredrikstad FK              | Noruega      | 2012      |
| SK Brann                    | Noruega      | 2013-2014 |
| Esbjerg fB                  | Dinamarca    | 2014-2015 |
| F. C. Midtjylland           | Dinamarca    | 2015-2017 |
| Sparta de Róterdam (cedido) | Países Bajos | 2017      |
| F. C. Copenhague            | Dinamarca    | 2017-2018 |
| Aarhus GF                   | Dinamarca    | 2018      |
| A. C. Horsens               | Dinamarca    | 2018      |
| SV Mattersburg              | Austria      | 2018-2020 |
| TSV 1860 Múnich             | Alemania     | 2020      |

## Palmarés

### Títulos nacionales
| Título                 | Club              | País      | Año  |
| ---------------------- | ----------------- | --------- | ---- |
| Superliga de Dinamarca | F. C. Midtjylland | Dinamarca | 2015 |

### Distinciones individuales
| Distinción                                   | Año  |
| -------------------------------------------- | ---- |
| Máximo goleador de la Superliga de Dinamarca | 2015 |